# Sevilla Fútbol Club Puerto Rico
Il Sevilla Fútbol Club Puerto Rico o più comunemente Sevilla FC è una squadra di calcio con sede a Juncos, in Porto Rico.

## Storia
Il club fu fondato nel 2006. Partecipa dal 2008 al campionato portoricano di calcio

## Colori
Fino al 2007 le uniformi del club erano arancio, blu scuro e bianco. Nel 2008 con la collaborazione con il Siviglia, la società ha adottato i loro colori sociali.

## Palmares

### Competizioni nazionali
- Puerto Rico Soccer League

Regular Season: 2008, 2011
Play-Off:2008

## Stadio
- Estadio Juan Ramón Loubriel; Bayamón, Porto Rico (2006-2007)
- Estadio Alfredo "Papo" Alejandro; Juncos, Porto Rico (2008-2010)
- Estadio José Elevadito González; Juncos, Porto Rico (2011-)